# Бринзеній Векь
Бринзеній Векь (рум. Brînzenii Vechi) — село у Теленештському районі Молдови. Входить до складу комуни, адміністративним центром якої є село Бринзеній-Ной.

## Населення
За даними перепису населення 2004 року у селі проживали 1906 осіб.
Національний склад населення села:
| Національність   | Кількість осіб | Відсоток   |
| ---------------- | -------------- | ---------- |
| молдавани румуни | 1858 22        | 97,5% 1,2% |
| українці         | 18             | 0,9%       |
| росіяни          | 7              | 0,4%       |
| болгари          | 1              | 0,1%       |
| Всього           | 1906           | 100%       |